# Cyperus micrantherus
Cyperus micrantherus är en halvgräsart som beskrevs av Henri Chermezon. Cyperus micrantherus ingår i släktet papyrusar, och familjen halvgräs. Inga underarter finns listade i Catalogue of Life.